# Nogometni klub Imotski
Il Nogometni klub Imotski, conosciuto semplicemente come Imotski, è una squadra di calcio croata di Imoschi, città della regione spalatino-dalmata.

## Storia
Il club viene fondato il 31 marzo 1991 (giorno di Pasqua) a Plitvice con presidente Ante Đuka–Kris. Nei primi anni della sua esistenza rimane confinato nei campionati regionali della Dalmazia.
La svolta avviene nella stagione 2001–02 quando, a metà campionato di seconda divisione, rileva il titolo sportivo ed i risultati sul campo del Mladost Proložac incapace di concludere il torneo a livello finanziario. Eredita una situazione sportiva quasi compromessa, ultimo posto in classifica a 14 punti di distacco dallo Žminj. In 15 partite riesce a recuperare lo svantaggio ed a salvarsi dopo i play-out.
Iniziano così 15 anni consecutivi di militanza in seconda divisione (eccetto una stagione in terza), con il massimo risultato il quinto posto nel 2011 e nel 2012. Nel 2013 conquista la Kup Splitsko-dalmatinske (battendo 3–0 in finale lo Junak Sinj) e si qualifica per la Coppa di Croazia 2013–14, dove esce subito per mano del Podravina Ludbreg.
Nell'ottobre 2007 il quotidiano Slobodna Dalmacija segnala che la maglia del NK Imotski ha un simbolo Ustaša (una lettera "U" con all'interno lo stemma dello Stato Indipendente di Croazia). In realtà il simbolo era il logo dello sponsor, la ditta edile "gUj" (Gojko Und Jure).
Il presidente del club, Nediljko Tolo, afferma che "fino a quando questo sponsor ci finanzierà, porteremo il suo stemma sulle nostre maglie"
Nel novembre 2007 i vertici della Druga HNL annunciano che il NK Imotski ha violato le regole della FIFA, della HNS e le leggi della Repubblica di Croazia. Quindi il club ha dovuto abbandonare la sponsorizzazione di "Gojko Und Jure", procurarsi nuove divise ed eliminare tutte le pubblicità con i suoi riferimenti nello stadio.

## Strutture

### Stadio

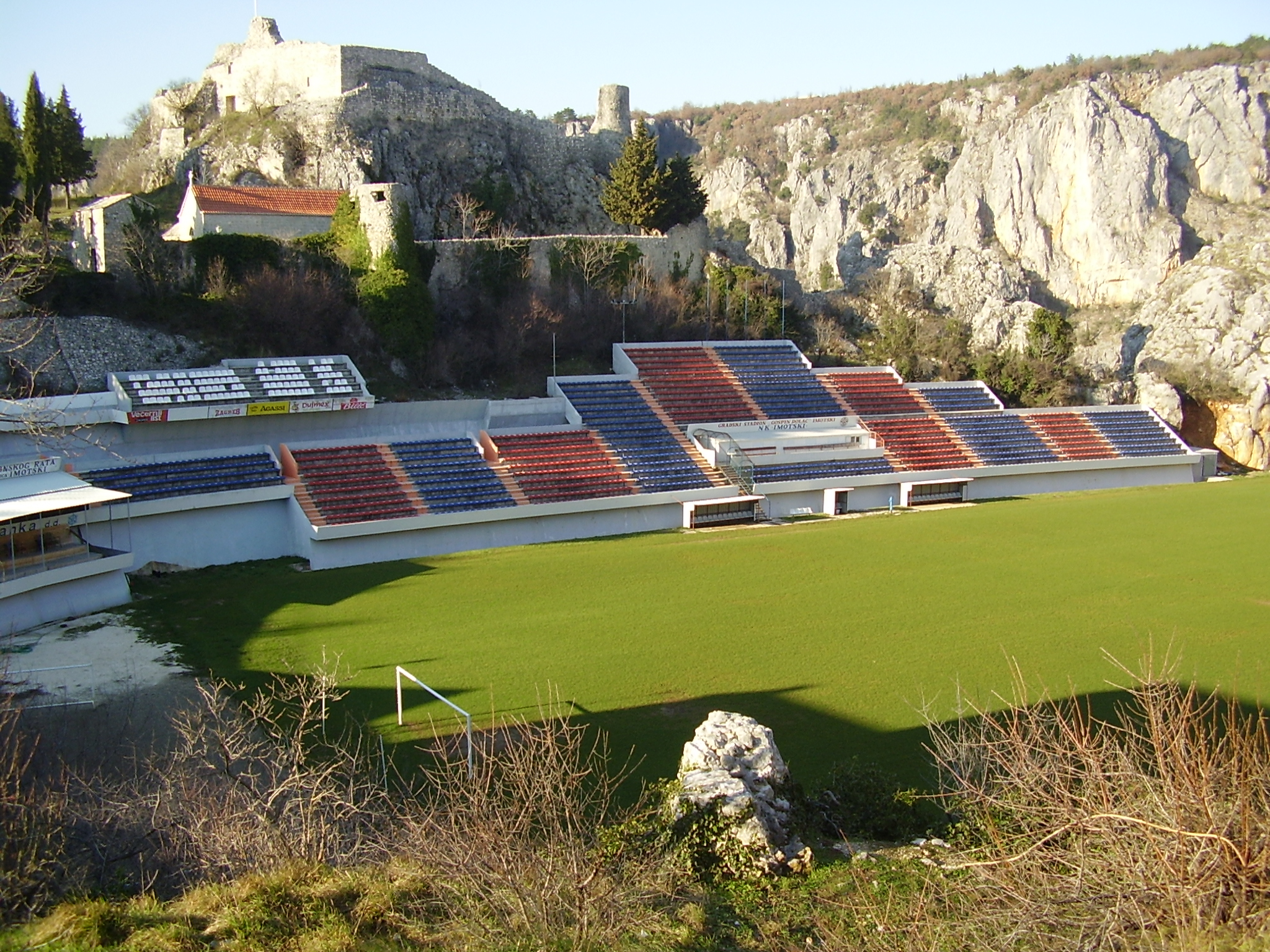
Gospin dolac

Lo stadio Gospin dolac ("stadio Madonna della valle") prende il nome dalla chiesa Gospe od Anđela (Madonna degli angeli) che si trova ai piedi del forte Topana. Lo stadio ha una capienza di circa 4000 spettatori ed è stato costruito nel 1989. Nel 2017 è stato votato fra i 10 impianti sportivi più belli al mondo dal sito britannico della BBC.

## Palmarès

### Competizioni nazionali
- Treća HNL: 1

2013-2014 (girone Sud)

## Tifoseria
I fan più accesi del NK Imotski sono i Galantari, che prendono il nome da una popolare serie televisiva jugoslava, Prosjaci i sinovi (mendicanti e figli).